# Paratelmatobius poecilogaster
Espèce
Statut de conservation UICN

 DD  : Données insuffisantes
Paratelmatobius poecilogaster est une espèce d'amphibiens de la famille des Leptodactylidae.

## Répartition
Cette espèce est endémique de l'État de São Paulo au Brésil. Elle se rencontre de 500 à 800 m d'altitude dans la Serra do Mar dans les municipalités de Paranapiacaba, de Boracéia et de Salesópolis,.

## Publication originale
- Giaretta & Castanho, 1990 : Nova espécie de Paratelmatobius (Amphibia, Anura, Leptodactylidae) da Serra do Mar, Brasil. Papéis Avulsos de Zoologia (São Paulo), vol. 37, no 8, p. 133-139.